# Mimetaxalus ochreoapicalis
Mimetaxalus ochreoapicalis är en skalbaggsart som beskrevs av Stefan von Breuning 1971. Mimetaxalus ochreoapicalis ingår i släktet Mimetaxalus och familjen långhorningar.
Artens utbredningsområde är Madagaskar. Inga underarter finns listade i Catalogue of Life.